# پروختن
پروختن (به آلمانی: Pruchten) یک شهر در آلمان است که در فرپومرن-روگن واقع شده‌است. پروختن ۶۸۴ نفر جمعیت دارد.